# John Niemann

Gerhard Hund, John Niemann, Hans-Peter Engelhardt und Peter Schnell beim GO-Spiel, Darmstadt 1959

John Niemann (* 19. April 1905 in Frankfurt am Main; † 22. Juli 1990 in Darmstadt) war ein deutscher Schachkomponist und Sammler von Schachaufgaben. Er galt als Spezialist für Hilfsmatts.

## Leben
Niemann studierte in Frankfurt am Main Chemie und schloss mit Promotion ab. Mitte der 1930er-Jahre zog er nach Darmstadt, wo er jahrzehntelang im Pharmaunternehmen Merck arbeitete und an der Entwicklung eines Insektizids beteiligt war. Das Go-Spiel und Schach waren Hobbys von ihm. Niemann reiste zur Teilnahme an Go-Meisterschaften mehrfach nach Japan.
Mit dem SK Darmstadt 1924 gewann Niemann 1958 in Ober-Ramstadt den Otto-Ströbel-Wanderpokal.
John Niemann war verheiratet und hatte mit seiner Frau Carola vier Kinder.

## Schachkomposition
Mit 16 Jahren erlernte Niemann das Schachspielen. Ab 1929 begann er, Probleme zu komponieren. Die Anregung dazu holte er sich von den Schachkomponisten Gerhard Fuhlendorf und Wolfgang Pauly. Die meisten seiner 500 eigenen Kompositionen waren Hilfsmattaufgaben.
Sein Wissen zum Hilfsmatt stellte er in vielen Fachartikeln dar. Bedeutung erhielten seine beiden Arbeiten
- Echo im Hilfsmatt, Klinkum über Erkelenz 1950
- Wenigsteiner im Hilfsmatt, Wegberg 1977

Diese Publikationen regten andere Komponisten zu weiteren Aufgaben an.
|   | a | b | c | d | e | f | g | h |   |
| 8 |   |   |   |   |   |   |   |   | 8 |
| 7 |   |   |   |   |   |   |   |   | 7 |
| 6 |   |   |   |   |   |   |   |   | 6 |
| 5 |   |   |   |   |   |   |   |   | 5 |
| 4 |   |   |   |   |   |   |   |   | 4 |
| 3 |   |   |   |   |   |   |   |   | 3 |
| 2 |   |   |   |   |   |   |   |   | 2 |
| 1 |   |   |   |   |   |   |   |   | 1 |
|   | a | b | c | d | e | f | g | h |   |

Lösung 1: 1. … c7 2. Kf4 Kf6 3. Kg4 c8D+ 4. Kh5 Dh3 matt

Lösung 2: 1. … Kf7 2. Kd6 c7 3. Kd7 Kf6 4. Ke8 c8D matt
In der Regel beginnt Schwarz im Hilfsmatt und der Zug von Schwarz wird daher auch zuerst geschrieben. Beginnt Weiß, so ist deshalb obige Schreibweise üblich.

## Hilfsmattsammlung
Ab 1947 sammelte Niemann Hilfsmatt-Aufgaben und klassifizierte sie auf Karteikarten. Im Laufe seines Lebens kamen so etwa 65.000 Aufgaben zusammen. Diese Sammlung war in Fachkreisen weltberühmt.
Nach Niemanns Tod übernahm Hans Gruber (Bobingen/Regensburg) diese Karteikarten. In den 1990er-Jahren integrierten Gerd Wilts (München) und Hans-Peter Reich (Kaarst/Neuss) die Aufgaben in eine Datenbank für Schachkompositionen. Diese war ab 1999 auf CD erhältlich, steht aber auch im Internet zusammen mit weiteren erfassten Aufgaben zur Abfrage von jedermann bereit. Mit Datenbankabfragen können so für Aufgaben mögliche Vorgänger ermittelt werden.

## Der Funktionär
Ab 1970 war Niemann mehrere Jahre lang 2. Vorsitzender der Vereinigung für Problemschach Schwalbe. Auch arbeitete er in der Fide-Problemkommission (ab 1958) und hier in mehreren Arbeitskreisen sowie 1980 bis 1983 als Turnierdirektor des 2. WCCT. Dafür erhielt er den Titel „Internationaler Schiedsrichter der Fide für Schachkompositionen“ und 1986 den Ehrentitel „Honory Master of Problem Chess“.